# KA-52 Team Alligator
KA-52 Team Alligator est un jeu vidéo de combat aérien développé par Simis Ltd. et édité par GT Interactive, sorti en 2000 sur Windows.
Il permet de piloter un hélicoptère KA-52 Alligator.

## Accueil
- Gamekult : 6/10[1]

- Jeuxvideo.com : 15/20[2]